# بای بای من
بای بای من (انگلیسی: The Bye Bye Man) فیلمی در ژانر ترسناک است که در سال ۲۰۱۷ منتشر شد. از بازیگران آن می‌توان به داگلاس اسمیت اشاره کرد.